# Egypten i olympiska sommarspelen 1988
Egypten deltog i de olympiska sommarspelen 1988 med en trupp bestående av 49 deltagare i Seoul. Ingen av landets deltagare erövrade någon medalj.

## Basket
Herrar
Gruppspel
| Nr | Lag       | S | V | O | F | GM  | IM  | MS   | P  |
| -- | --------- | - | - | - | - | --- | --- | ---- | -- |
| 1  | USA       | 5 | 5 | 0 | 0 | 485 | 302 | +183 | 10 |
| 2  | Spanien   | 5 | 4 | 0 | 1 | 484 | 435 | +49  | 9  |
| 3  | Brasilien | 5 | 3 | 0 | 2 | 590 | 522 | +68  | 8  |
| 4  | Kanada    | 5 | 2 | 0 | 3 | 479 | 455 | +24  | 7  |
| 5  | Kina      | 5 | 1 | 0 | 4 | 433 | 527 | −94  | 6  |
| 6  | Egypten   | 5 | 0 | 0 | 5 | 338 | 568 | −230 | 5  |

## Boxning
Lätt flugvikt
- Hassan Mustafa
  - Första omgången — Bye
  - Andra omgången — Förlorade mot Leopoldo Serrantes (Filippinerna), RSC-2

## Friidrott
Herrarnas kulstötning
- Ahmed Ghanem
  - Kval – 50,44s (→ gick inte vidare)

- Ahmed Shatta
  - Kval – 17,61m (→ gick inte vidare)

- Mohamed Achouch
  - Kval – 18,94m (→ gick inte vidare)

## Fäktning
Herrarnas florett
- Abdel Monem El-Husseini
- Ahmed Mohamed

## Modern femkamp
Individuella tävlingen
- Mohamed Abdou El-Souad – 4853 poäng (→ 31:a plats)
- Ayman Mahmoud – 4675 poäng (→ 46:e plats)
- Moustafa Adam – 4585 poäng (→ 50:e plats)

Lagtävlingen
- Abouelsouad, Mahmoud och Adam – 14113 poäng (→ 13:e plats)